# Colonia Güell
La Colonia Güell è un villaggio di 775 abitanti che si trova nella comarca del Baix Llobregat e fa parte del comune di Santa Coloma de Cervelló. La colonia è famosa soprattutto per racchiudere diversi importanti elementi architettonici.
La Colonia Güell era una colonia abitata dai lavoratori della fabbrica tessile di proprietà di Eusebi Güell, che aveva spostato qui tutte le fabbriche che possedeva a Sants, nella città di Barcellona. I lavori di costruzione della colonia, dei quali Antoni Gaudí era il responsabile, cominciarono nel 1890 e il progetto prevedeva la realizzazione di un ospedale, una locanda, una scuola, un teatro, una cooperativa, alcuni negozi e una cappella, oltre alle stesse fabbriche e alle abitazioni dei lavoratori. Il tutto per una superficie totale di circa 160 ettari.
Nella realizzazione del complesso Gaudí si avvarrà della collaborazione dei suoi assistenti Francesc Berenguer, Joan Rubió e Josep Canaleta, dedicandosi invece personalmente alla progettazione della cappella, della quale però costruì soltanto la cripta, in quanto il progetto venne abbandonato alla morte del conte Güell.
Gli altri edifici sono opera dei collaboratori di Gaudí: Francesc Berenguer costruì la cooperativa, la scuola, il centro culturale e la casa parrocchiale, mentre Joan Rubio terminò invece diverse case particolari come Ca l'Ordal e Ca l'Espinal.
La proprietà venne quindi venduta nel 1945 alla famiglia Bertrand i Serra, che nel 1973 la chiuse in seguito alla crisi dell'industria tessile.

## Galleria d'immagini

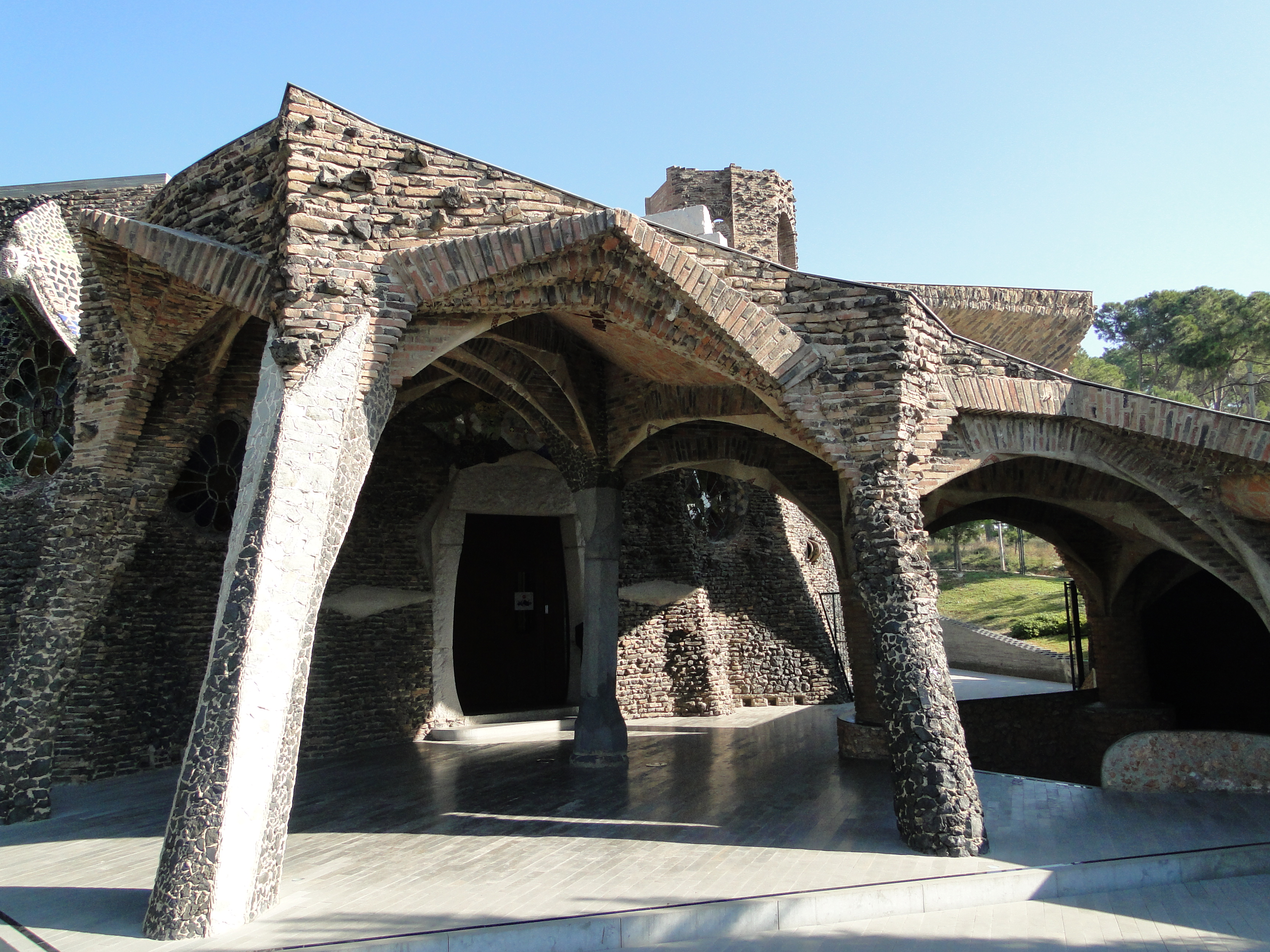
Cripta della Colonia Güell
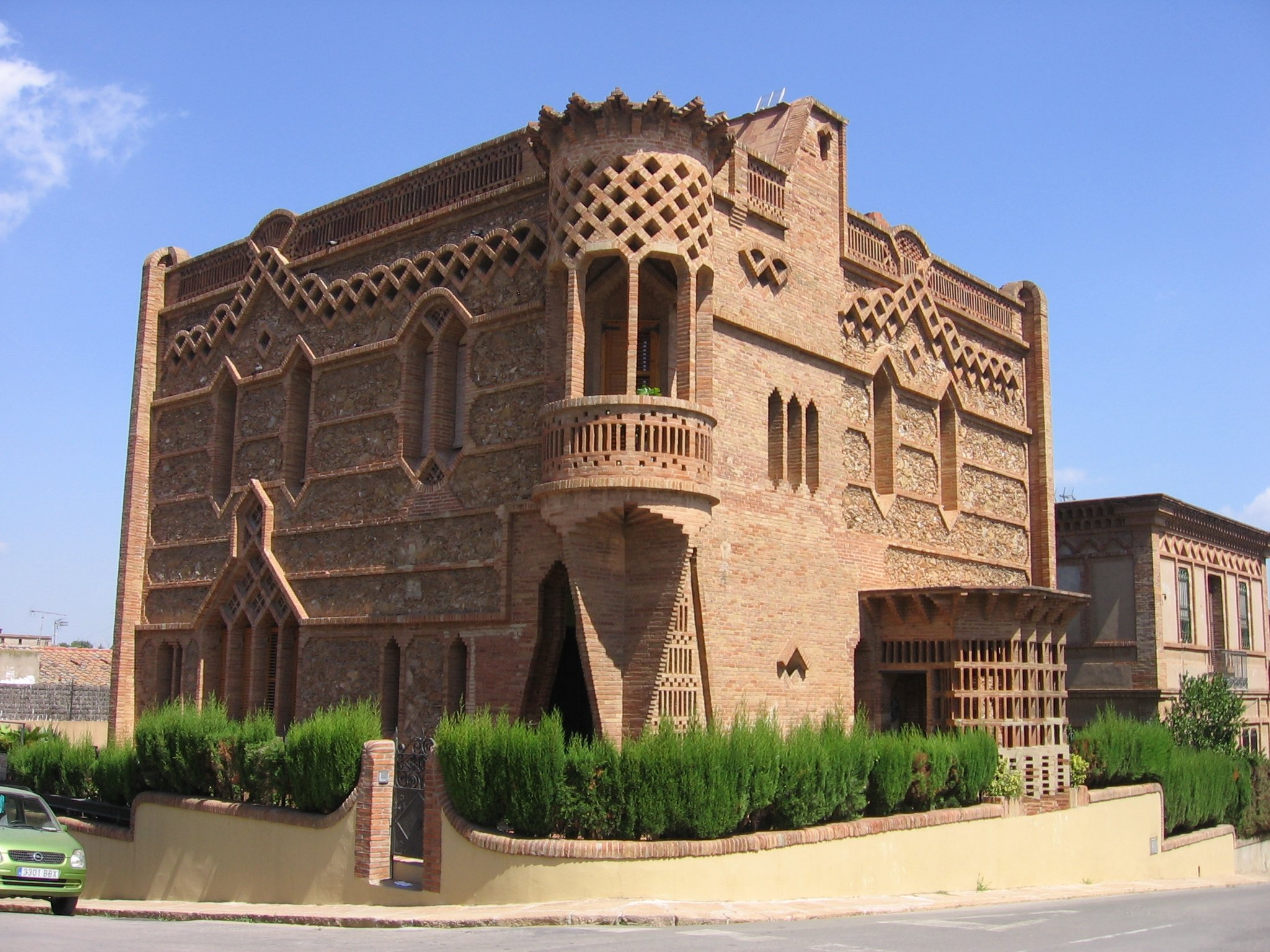
Ca l'Espinal
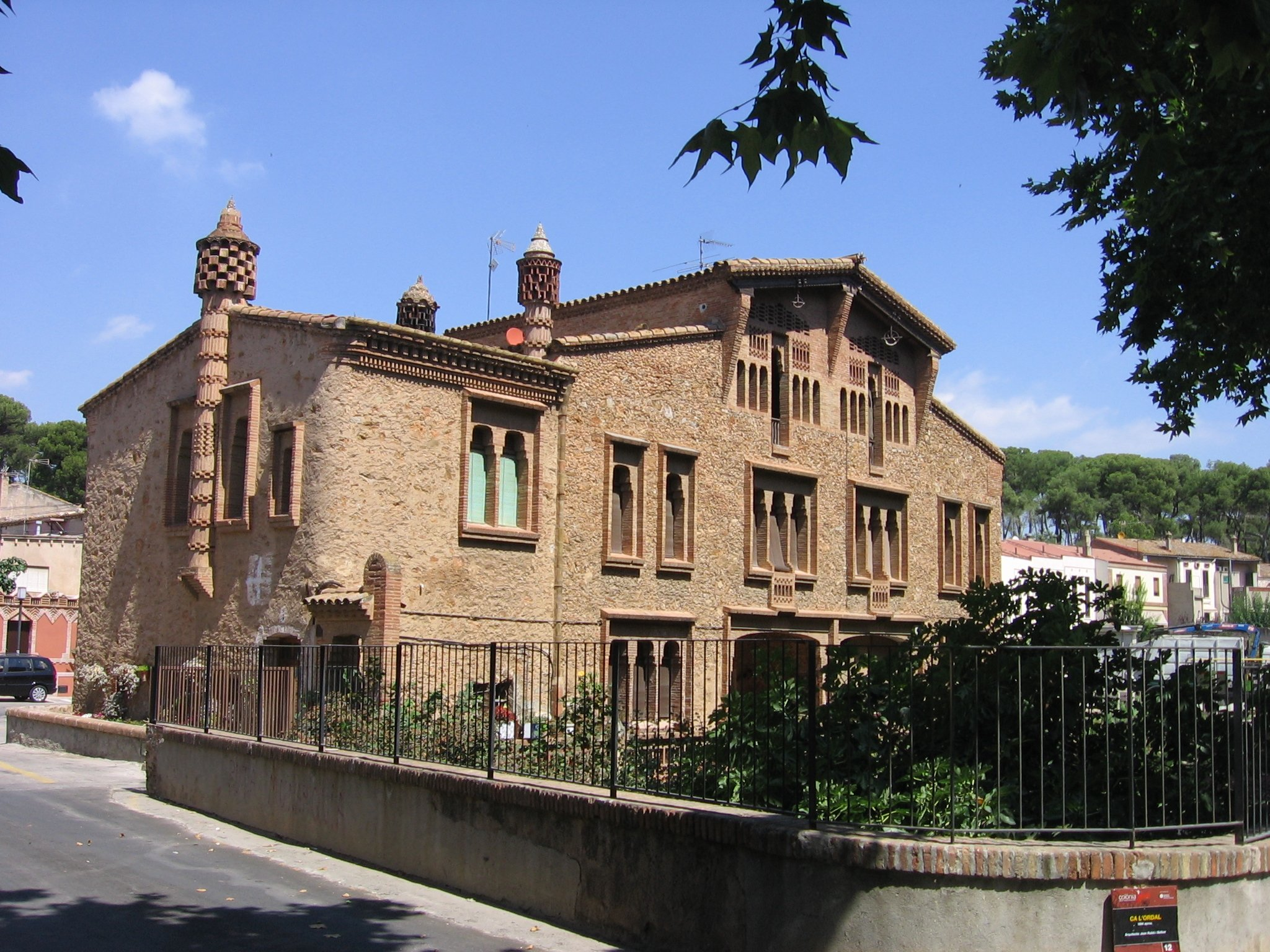
Ca l'Ordal
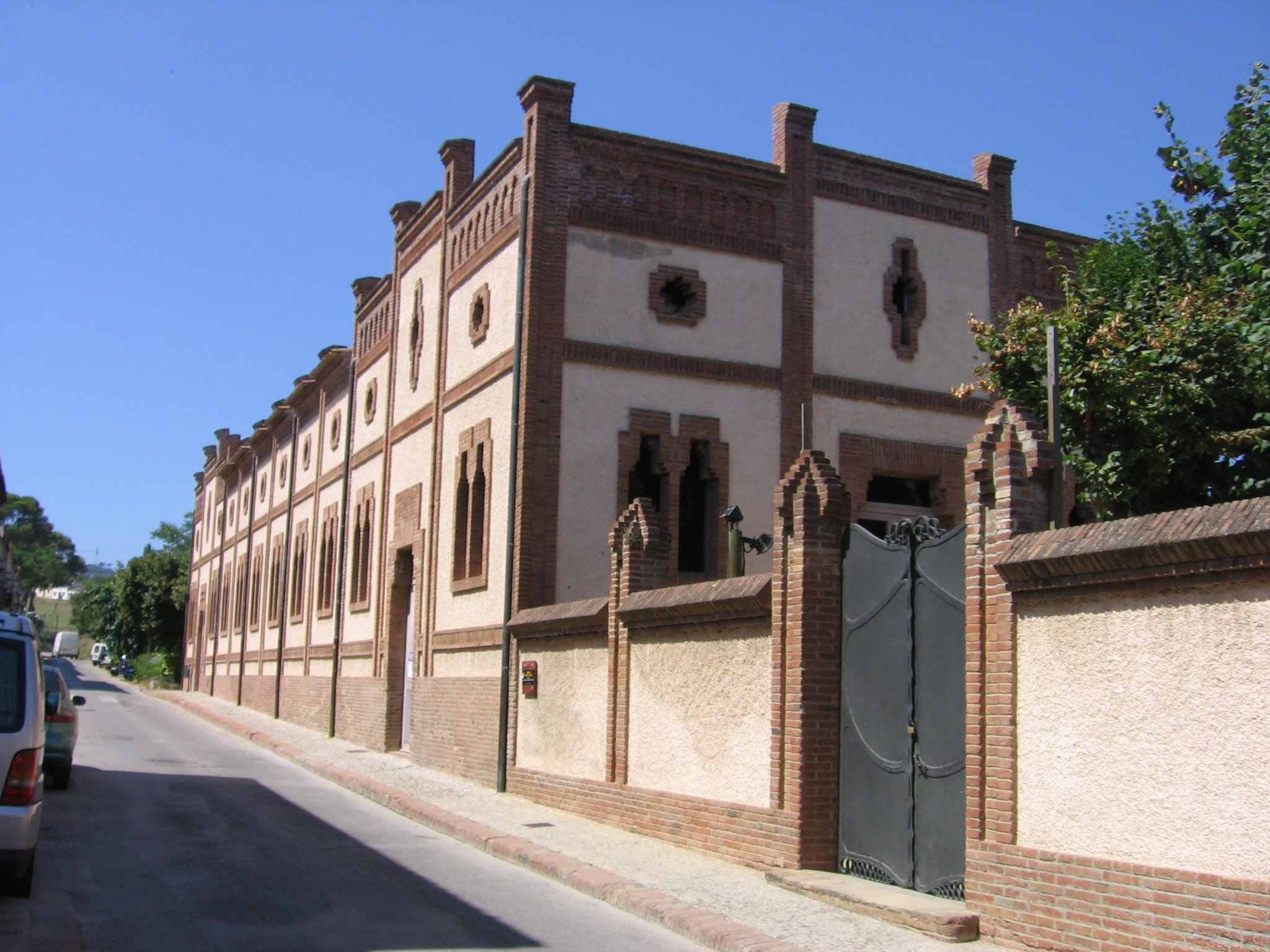
Centro culturale Sant Lluís
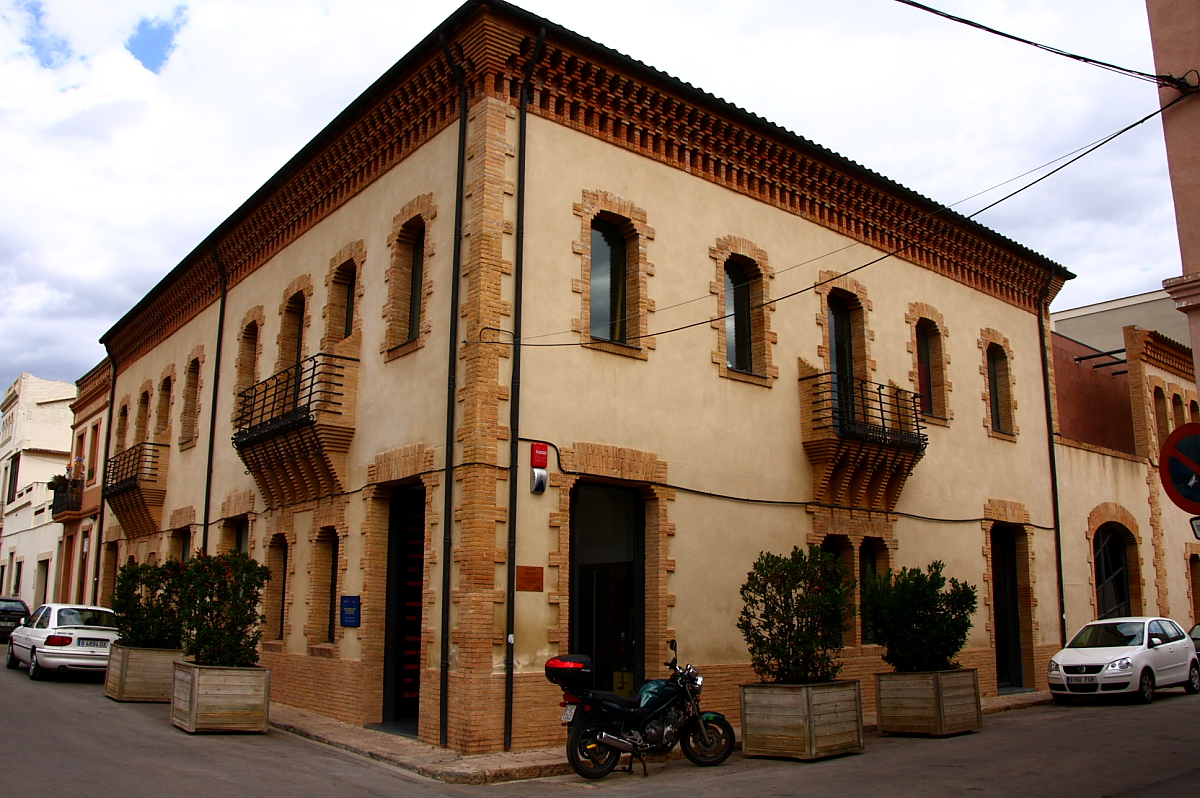
Cooperativa
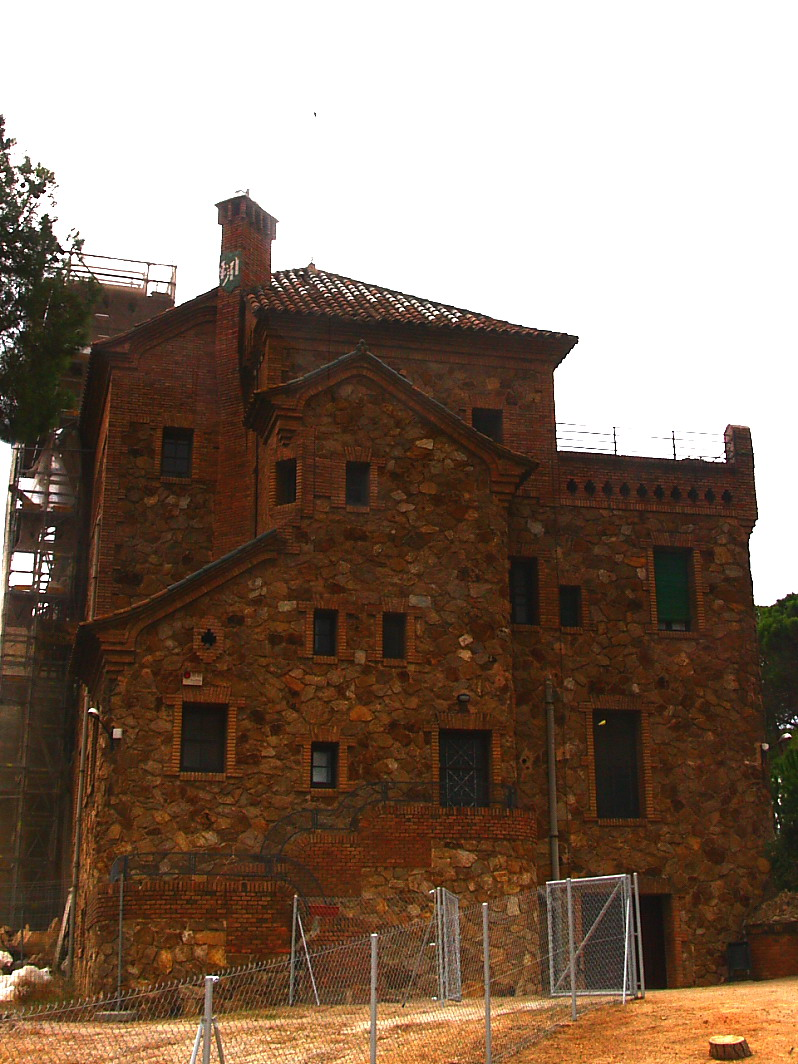
Casa del maestro
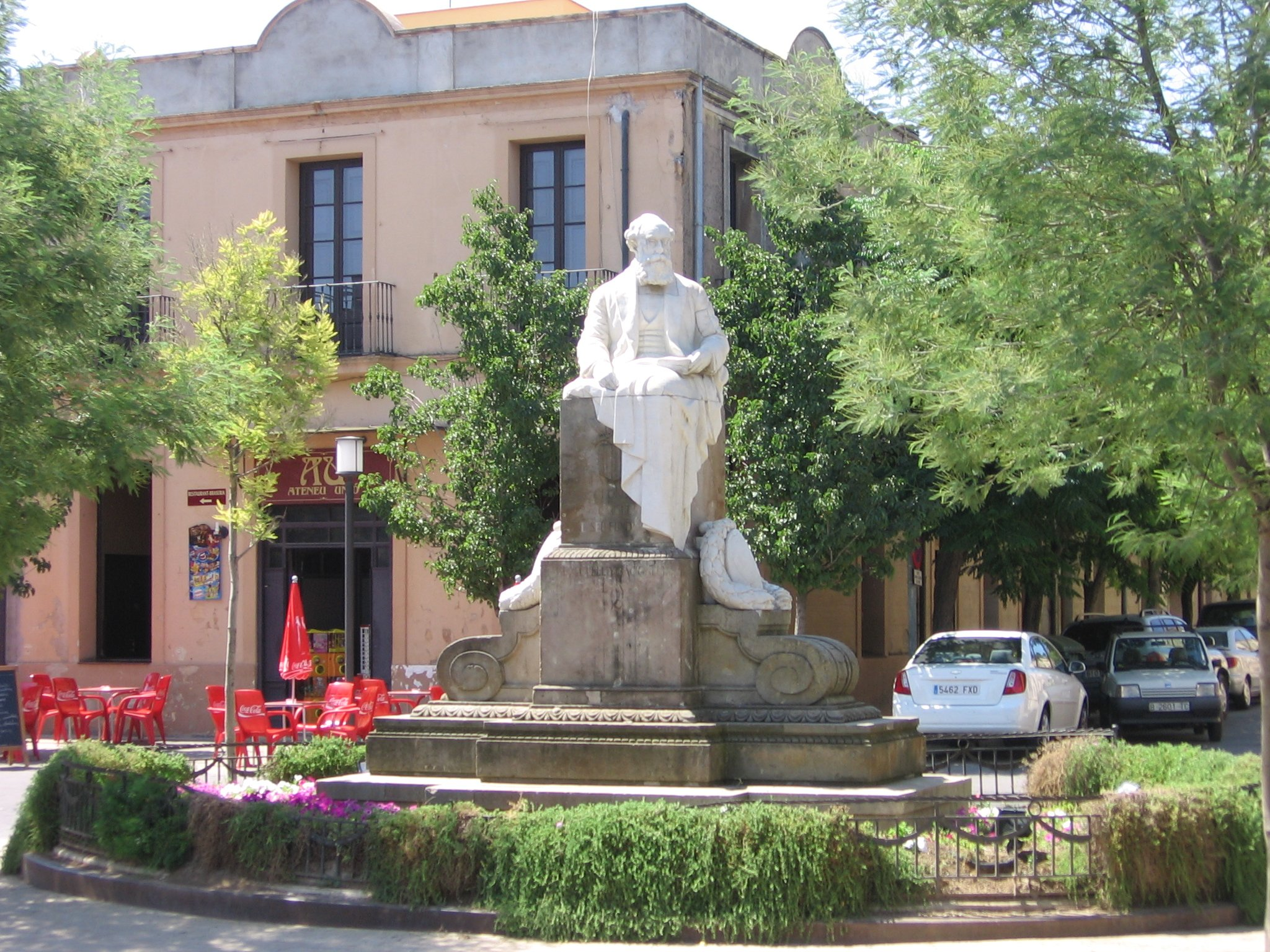
Monumento a Eusebi Güell